# 澜石东汉墓群遗址
澜石东汉墓群遗址，位于中国广东省佛山市禅城区澜石街道办事处，类型为古遗址，1998年4月30日公布为佛山市文物保护单位，2006年10月25日被剔除出佛山市文物保护单位名单。
澜石东汉墓群遗址的历史年代为汉代。